# Daphne Koster
Daphne Koster (Hága, 1981. március 13. –) holland női válogatott labdarúgó. A holland válogatott színeiben 139 alkalommal lépett pályára karrierje során.

## Pályafutása

### A válogatottban
1997. augusztus 27-én a Svájc elleni győzelem alkalmával debütálhatott a nemzeti csapatban. Részt vett a 2009-es és a 2013-as Eb-n, valamint a 2009-es, a 2010-es és a 2011-es Ciprus-kupán.

## Sikerei

### Klubcsapatokban
Holland bajnok (7):
- Ter Leede (4): 2001–02, 2002–03, 2003–04, 2006–07
- AZ Alkmaar (2): 2007–08, 2008–09
- Ajax (1): 2016–17

 Holland kupagyőztes (4):
- Ter Leede (1): 2000–01, 2006–07
- AZ Alkmaar (1): 2010–11
- Ajax (2): 2013–14, 2016–17

 Holland szuperkupa győztes (1):
- Ter Leede (1): 2003–04

### A válogatottban
Hollandia
- Ciprus-kupa ezüstérmes: 2011[3]
- Ciprus-kupa bronzérmes: 2010[4]

### Egyéni
A holland bajnokság legjobb játékosa (2): 2003–04, 2004–05